# Elachiptera diastema
Elachiptera diastema är en tvåvingeart som beskrevs av Collin 1946. Elachiptera diastema ingår i släktet Elachiptera och familjen fritflugor. Arten är reproducerande i Sverige. Inga underarter finns listade i Catalogue of Life.